# Oecetis chathamensis
Oecetis chathamensis är en nattsländeart som beskrevs av Tillyard 1925. Oecetis chathamensis ingår i släktet Oecetis och familjen långhornssländor. Inga underarter finns listade i Catalogue of Life.